# Курбатово (Рязанская область)
Курба́тово — село в Кораблинском районе Рязанской области России, входит в состав Пустотинского сельского поселения.

## Географическое положение
Курбатово находится в северо-восточной части Кораблинского района, в 20 км к северо-востоку от райцентра.
Ближайшие населённые пункты:

— деревня Юмашево примыкает с севера;

— деревня Зараново в 2 км к югу по асфальтированной дороге.
Природа
Восточнее села протекает река Ранова. К востоку раскинулись луга, а западнее сельхозугодья.

## Население

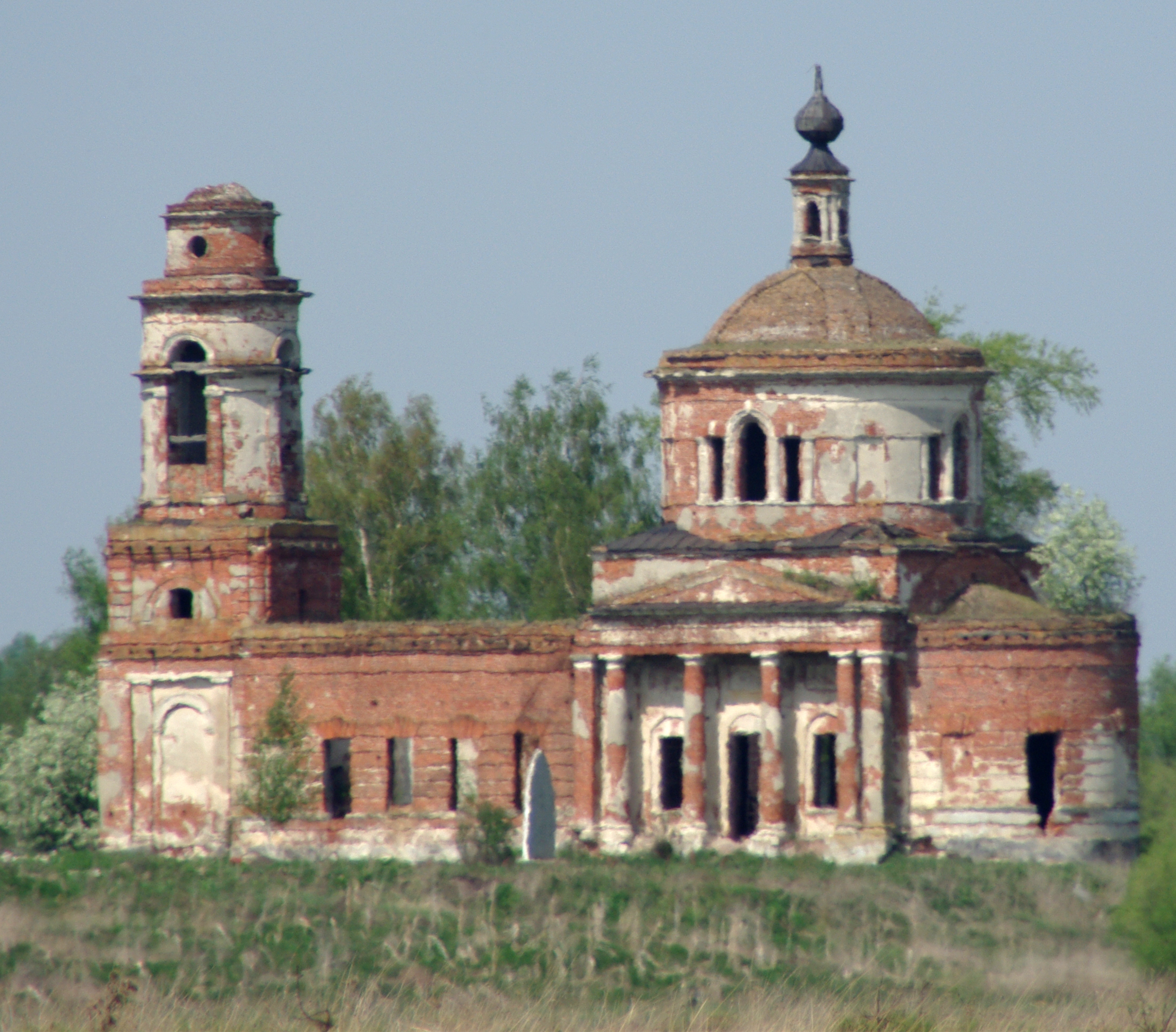
Церковь в Курбатово

| 1859 | 1897  | 1906  | 2010 |
| ---- | ----- | ----- | ---- |
| 987  | ↗1272 | ↗1465 | ↘232 |

## Хозяйство
В селе действует сельскохозяйственное предприятие — ООО «Курбатовское». Оно занимается производством зерна и молока, а также выращиванием крупного рогатого скота.
Директор предприятия: Степанова Елена Александровна.

## Инфраструктура
Дорожная сеть
Село Курбатово пересекает автотрасса муниципального значения «Троица-Курбатово-Юмашево».
Уличная сеть
- 1-й Заречный переулок
- 3-й Луговой переулок
- Новый переулок
- 2-й Полевой переулок
- Садовый переулок
- Цветочная улица
- Цевкинская улица
- Школьная улица

Образование
Ранее в селе действовала начальная школа, которая была закрыта из-за неукомплектованности.
Культура
Действует сельский дом культуры.
Торговля
Действует продовольственный магазин.
Здравоохранение
Работает фельдшерско-акушерский пункт.